# Mikrofeminismus
Mikrofeminismus beschreibt eine Form des Feminismus, die sich zur Sichtbarmachung und Überwindung von Geschlechterungleichheit auf kleine, alltägliche Gesten und Handlungen konzentriert. Dieser Trend entwickelte sich insbesondere in sozialen Medien, wo Frauen über ihre Erfahrungen mit subtilen Akten berichten, die Geschlechterstereotype und patriarchale Strukturen hinterfragen.

## Ursprung und Definition des Mikrofeminismus
Mikrofeminismus entwickelte sich als Reaktion auf die fortbestehende Ungleichheit der Geschlechter im Alltag, trotz rechtlicher Fortschritte in vielen Ländern. In vielen Staaten sind rechtliche Gleichstellung und Schutz vor Diskriminierung seit Jahrzehnten gesetzlich verankert, doch nach wie vor erleben viele Frauen Diskriminierung in Form von Lohnungleichheit, eingeschränkten Karrieremöglichkeiten oder unbezahlter Sorgearbeit. Der Trend des Mikrofeminismus zielt darauf ab, diese subtilen Formen der Ungleichheit durch kleine, aber bewusste Handlungen im Alltag zu enttarnen.

## Beispiele mikrofeministischer Gesten
Ein Kernelement des Mikrofeminismus ist zur Hinterfragung patriarchaler Strukturen die bewusste Veränderung von Verhaltensweisen und Sprache. Die US-Influencerin Ashley Chaney war eine der ersten, welche den Begriff in den sozialen Medien populär machte. In einem TikTok-Video berichtete sie, dass sie in ihren E-Mails zur Betonung ihrer Bedeutung Frauen immer vor ihren männlichen Vorgesetzten nenne. Zur Sichtbarmachung von Frauen in der Wissenschaft wird statt „Nachname et al.“ von Mikrofeministen „Nachname and her coauthors“ verwendet. Andere Beispiele umfassen das konsequente Nutzen des generischen Femininums in der Sprache oder das bewusste Verweigern von Entschuldigungen, die von Frauen oft unnötigerweise verwendet werden. Ein anderes Beispiel ist, wenn eine Frau zur Hinterfragung traditioneller Geschlechterrollen ihrem Freund regelmäßig Blumen schenkt. Ein weiteres Beispiel ist es, Mädchen eher für ihre Stärke und Intelligenz zu loben als für ihr Aussehen.

## Wirkung und Ziele
Die Ethnologin Sophia Wagemann betont die Effektivität dieser kleinen Gesten, da sie oft in alltäglichen Situationen ansetzen, in denen traditionelle Geschlechterrollen sichtbar werden. Diese spielerische Form des Feminismus könne beim Aufzeigen von Ungleichheiten und der Durchbrechung von Geschlechterrollen helfen. Mikrofeministische Akte zielen auf die Irritation stereotyper Verhaltensweisen ab. So kann es bereits zu einem Umdenken führen, wenn Männer durch unerwartete Handlungen wie das Aufhalten von Türen oder die Verwendung der weiblichen Form von Berufsbezeichnungen in Alltagsgesprächen ins Grübeln kommen.
Mikrofeminismus wird häufig als Einstieg in feministische Diskurse betrachtet, insbesondere für jüngere Menschen, die durch alltägliche Erfahrungen auf die Ungleichheiten aufmerksam werden. Soziale Medien spielen dabei eine zentrale Rolle, da sie eine Plattform für den Austausch von Ideen und Erfahrungen bieten. Studien zeigen, dass Sprache und Verhalten eng mit gesellschaftlichen Rollenbildern verknüpft sind und dass kleine Veränderungen im Alltag langfristig Einfluss auf die Wahrnehmung von Geschlechterrollen haben können.

## Kritik
Der Mikrofeminismus bleibt oftmals an der Oberfläche, ohne eine echte gesellschaftliche Veränderung herbeizuführen. Während Mikrofeminismus Denkanstöße liefere, sei es entscheidend, dass diese auch in konkretes Handeln und strukturelle Veränderungen münden. Zudem werde Mikrofeminismus manchmal als passiv-aggressiv wahrgenommen, insbesondere wenn er subtil praktiziert werde.